# Ptilium myrmecophilum
Ptilium myrmecophilum ist ein Käfer aus der Familie der Zwergkäfer (Ptiliidae). 

## Merkmale
Die Käfer erreichen eine Körperlänge von 0,5 bis 0,55 Millimetern und sind damit geringfügig kürzer als die ähnliche Art Ptilium exaratum. Ihr Körper ist bräunlichgelb gefärbt, der Kopf und gelegentlich auch der Halsschild sind braun. Die Spitzen der Deckflügel sind hell durchscheinend und einzeln abgerundet. Die Fühler und Beine sind gelb gefärbt. Die Seiten des Halsschildes sind nur schlecht erkennbar gerandet oder fehlen. Die seitlichen Längslinien sind nur angedeutet, fehlen aber niemals und divergieren meistens nach vorne hin. Die Seiten der Halsschildbasis sind merklich ausgeschweift.

## Vorkommen und Lebensweise
Die Art kommt in Europa vor. Sie ist in Nordeuropa bis Lappland nur mancherorts verbreitet, im Süden reicht das Vorkommen bis ans Mittelmeer. In Mitteleuropa ist die Art überall verbreitet und nicht selten. Die Tiere leben myrmekophil mit der Roten Waldameise (Formica rufa).